# Агресія (політика)

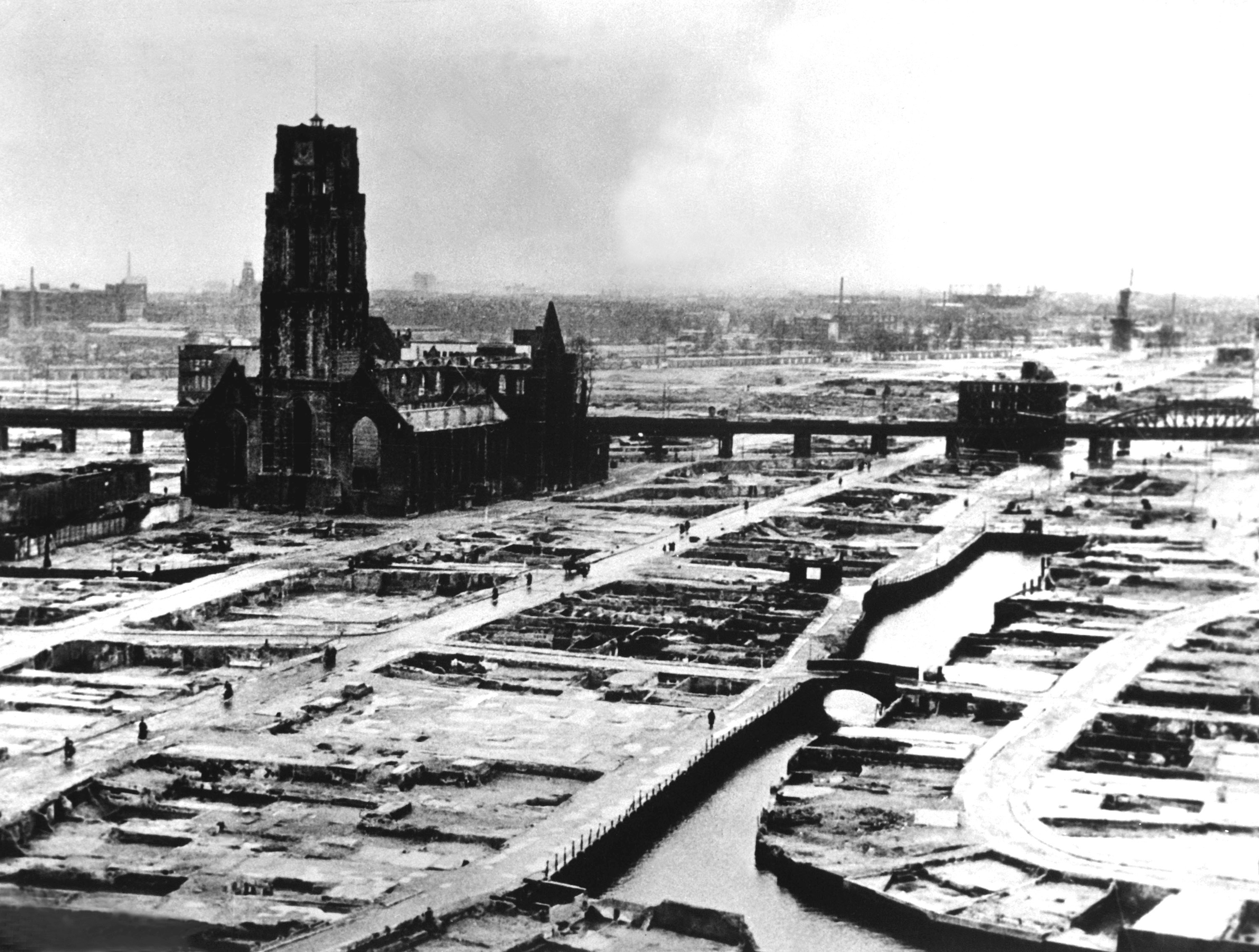
Центр Роттердама після бомбардувань німецькою авіацією, 1940

Агре́сія (від лат. aggressio — напад) — поняття міжнародного права, яке означає протиправне, пряме чи опосередковане, застосування збройної сили однією державою проти суверенітету, територіальної цілісності чи політичної незалежності іншої держави.

## Поняття агресії
Поняття агресії, як збройної інтервенції включає як обов'язкову ознаку першості застосування зброї чи прояву ініціативи (щодо застосування якою-небудь державою озброєної сили першою).
Агресія суперечить міжнародному праву: Пакту Бріана — Келлоґа від 27 серпня 1928 року; протоколу Литвинова 9 лютого 1929 року; Пакту про ненапад 25 червня 1932 року; Конвенції «Про визначення агресії» 3 липня 1933 року.
Збройний напад однієї держави на іншу вважається міжнародним злочином проти миру і безпеки людства. Поняття агресії включає ознаку ініціативи, означає застосування якою-небудь державою сили першою. Здійснювані в порядку самооборони, хоч би і із застосуванням збройних сил, дії держави, що зазнала нападу, не можуть вважатися актом агресії, так само як колективні дії держав, що робляться відповідно до Статуту ООН для підтримки або відновлення міжнародного миру і безпеки.
Воєнна агресія, іноді її також називають загарбницькою війною — це воєнний конфлікт, який ведеться не посилаючись на самооборону, як правило, для приєднання і підкорення територій. Походження фрази вочевидь сучасне і діаметрально протилежна міжнародному правовому стандарту «хто сильніший, того і право», який існував раніше, за середньовічними та доісторичними уявленнями про право завоювання. З корейської війни на початку 1950 -х років, ведення такої воєнної агресії є злочином відповідно до звичаєвого міжнародного права. Можливо, першим випадком воєнної агресії, вважається кампанія очолювана Конрадом фон Гогенштауфеном в 1268 р.

## Загальна характеристика
Війни, нелегальні з позицій міжнародного права, (наприклад, не з самооборони, або не санкціоновані Радою Безпеки Організації Об'єднаних Націй) можна розглядати як воєнну агресію; однак це саме по собі, як правило, не являє собою визначення воєнної агресії; деякі війни можуть бути незаконними, але не агресивними (одним з прикладів є війна щодо врегулювання прикордонної суперечки, де ініціатор має обґрунтовані претензії і обмежені цілі).
Міжнародний воєнний трибунал у Нюрнберзі, який було скликано після Другої світової війни, назвав застосування воєної агресії «по суті злочином… розпочати воєнну агресію … це не тільки міжнародний злочин, він є вищим міжнародним злочином, відрізняючись від інших воєнних злочинів тільки тим, що він являє собою концентроване зло.» Стаття 39 Статуту Організації Об'єднаних Націй передбачає, що Рада Безпеки ООН визначає наявність будь-якого акту агресії і «виносить рекомендації, чи приймає рішення, щодо заходів які повинні бути прийняті відповідно до статей 41 і 42, для підтримки або відновлення міжнародного миру і безпеки».
Римський статут Міжнародного кримінального суду визначає злочин агресії, як один з «найбільш серйозних злочинів, що викликають заклопотаність всього міжнародного співтовариства», і передбачає, що злочин підпадає під юрисдикцію Міжнародного кримінального суду (МКС). Однак, Римський статут передбачає, що МКС не може здійснювати свою юрисдикцію щодо злочину агресії до тих пір, поки держави — учасниці не дійшли згоди на визначення злочину і встановлення умов, за яких вони можуть бути притягнуті до відповідальності. На Конференції з перегляду 11 червня 2010 р. загалом 111 держав — учасниць цього Суду на основі консенсусу прийняли резолюцію про визнання визначення злочину та умови для здійснення юрисдикції над цим злочином. Відповідні поправки до статуту, ще не набули чинності станом на 14 травня 2012 року.

## Конвенція про визначення агресії
Були підписані дві угоди для визначення агресії в Лондоні 3 і 4 липня 1933 року. Перша була підписана Чехословаччиною, Румунією, Радянським Союзом, Туреччиною та Югославією і набула чинності 17 лютого 1934, коли вона була ратифікована цими країнами, окрім Туреччини. Іншу угоду підписали Афганістан (20 жовтня 1933), Естонія (4 грудня), Латвія (4 грудня), Персія (16 листопада), Польща (16 жовтня), Румунія (16 жовтня), Радянський Союз (16 жовтня) і Туреччина, яка ратифікувала обидва договори 23 березня 1934. Фінляндія приєдналася до другої конвенції 31 січня 1934. Друга конвенція стала першою зареєстрованою в серії угод Ліги Націй 29 березня 1934, в той час коли перша угода була зареєстрована 26 квітня. Коли Литва відмовилася підписати будь-який договір, стороною якого була Польща, вона підписала визначення агресії в окремому договорі з Радянським Союзом 5 липня 1933, також у Лондоні, і обмінялися ратифікаціями 14 грудня. Це було зареєстровано в серії договорів 16 квітня 1934.
Ті хто підписали ці договори, також підписали Пакт Келлога-Бріана, що забороняє агресію, і шукали узгоджене визначення останньої. Чехословаччина, Румунія та Югославія були членами Малої Антанти, і їх підписи стривожили Болгарію, оскільки визначення агресії явно поширюється на підтримку внутрішньої македонської революційної організації. Обидва договори засновували своє визначення на «Звіті Політіса» Комітету з питань безпеки, зробленого 24 березня 1933 на Конференції щодо скорочення і обмеження озброєнь, у відповідь на пропозицію радянської делегації. Грецький політик Ніколаос Політіс був за те, щоб «підтримка озброєних банд» вважалася формою агресії. Ратифікації для обох договорів були депоновані в Москві, оскільки угода була насамперед результатом роботи Максима Литвинова, підписанта від радянської сторони. Конвенція визначає акт агресії наступним чином:
- Оголошення війни проти іншої держави.
- Вторгнення своїх збройних сил, з або без оголошення війни, на територію іншої держави.
- Атака сухопутними, морськими або повітряними силами, з або без оголошення війни, на територію, морські або повітряні судна іншої держави.
- Морську блокаду берегів або портів іншої держави.
- Надання підтримки збройним бандам, сформованим на своїй території, які вдерлися на територію іншої держави, або відмова, попри прохання держави, на територію якої відбулося вторгнення, прийняти, на своїй власній території, всі заходи в її силах, щоб позбавити ці групи допомоги або захисту.

Повноваження Ліги за цією Конвенцією виключити члена Ліги, якого було визнано винним в агресії, використана Асамблеєю Ліги Націй лише одного разу, проти самої радянської влади 14 грудня 1939 після радянського вторгнення в Фінляндію.
Первинні документи:
- Текст Конвенції від 3 липня
- Текст Конвенції від 4 липня
- Текст Конвенції від 5 липня

## Нюрнберзькі принципи
У 1945 році Лондонський Статут Міжнародного воєнного трибуналу визначив три категорії злочинів, у тому числі злочини проти миру. Це визначення вперше було використано Фінляндією аби переслідувати політичне керівництво під час судових процесів у Фінляндії після війни. Ці принципи стали пізніше називатися Нюрнберзькими принципами.
У 1950 році Нюрнберзький трибунал визначив злочини проти миру, в принципі VI, конкретніше принцип VI (а), представлений Генеральній Асамблеї Організації Об'єднаних Націй, як:
(I) Планування, підготовка, розв'язання або ведення воєнної агресії або війни, що порушує міжнародні договори, угоди чи запевнення;
(II) Участь у спільному плані або змові, спрямованих на здійснення будь-якої з дій, згаданих у пункті (I).
Див: Нюрнберзький процес: «Правовою основою юрисдикції суду став акт капітуляції Німеччини, політична влада в Німеччині була передана Союзній контрольній раді, яка, маючи верховну владу над Німеччиною, могла вдатися до покарання за порушення міжнародного права і законів війни. Оскільки суд був обмежився порушеннями законів і звичаїв війни, він не мав юрисдикції щодо злочинів, які мали місце до початку війни 1 вересня 1939».
За скоєння цього злочину, Нюрнберзький трибунал засудив ряд осіб, відповідальних за початок Другої світової війни. Одним з наслідків цього є те, що країни, які починають збройний конфлікт тепер повинні стверджувати, що вони або вдалися до права на самооборону, права на колективну оборону, або — здається — задля застосування кримінального закону загального міжнародного права jus cogens. Після 1945 року, внаслідок цього, формальне оголошення війни стало рідкістю.
У ході судового розгляду, основний обвинувач від США, Роберт Г. Джексон, заявив: «Початок воєнної агресії — це не просто міжнародний злочин. Це вищий міжнародний злочин, що відрізняється від інших воєнних злочинів тільки тим, що являє собою концентроване зло».
Суддя Верховного суду Вільям О. Дуґлас заявив, що союзники були винні в тому, що «вони замінили силу на принцип» в Нюрнберзі. «Я думав, в той час і до цього часу думаю, що Нюрнберзький процес був безпринципним.», Писав він. «Закон був створений постфактум, щоб задовольнити вимоги часу».

## Статут Організації Об'єднаних Націй
Відповідні положення Статуту Організації Об'єднаних Націй згадуються в RSICC статті 5.2, які включають Нюрнберзькі принципи. Конкретний принцип — Принцип VI.а «Злочини проти миру», який був заснований на положеннях Лондонського Статуту Міжнародного воєнного трибуналу, створеного в 1945 році та покладеного в основу судових процесів над воєнними злочинцями після Другої світової війни. Положення Статуту, що базуються на Нюрнберзькому Принципі VI.а: Стаття 1:
Цілями Організації Об'єднаних Націй є: Для підтримання міжнародного миру і безпеки, приймати ефективні колективні заходи для запобігання та усунення загрози миру і придушення актів агресії або інших порушень миру, і відповідно до принципів справедливості і міжнародного права, залагоджувати ті міжнародні суперечки або ситуації, які можуть призвести до порушення миру;
Розвивати дружні відносини між націями на основі поваги, принципу рівноправності і самовизначення народів, а також вживати інших відповідних заходів для зміцнення миру у всьому світі;
У пункті 4 статті 2
Всі члени Об'єднаних Націй утримуються в їхніх міжнародних відносинах від загрози або застосування сили як проти територіальної недоторканності або політичної незалежності будь-якої держави, так і будь-яким іншим чином, несумісним з Цілями Об'єднаних Націй.
Стаття 33
Сторони в будь-якій суперечці, продовження якої могло б загрожувати підтримці міжнародного миру і безпеки, повинні насамперед намагатися вирішити суперечку шляхом переговорів, посередництва, примирення, арбітражу, судового розгляду, залучення регіональних органів або укладання угод, чи іншими мирними засобами за їх власним вибором.
Рада Безпеки, коли вважає такі дії необхідними, вимагає від сторін врегулювання їх суперечки за допомогою таких засобів.
Стаття 39
Рада Безпеки визначає існування будь-якої загрози миру, будь-якого порушення миру або акту агресії і робить рекомендації або вирішує, які заходи повинні бути прийняті відповідно до статей 41 і 42 для підтримки або відновлення міжнародного миру і безпеки.

## Міжамериканський договір про взаємну допомогу (Пакт Ріо)
Міжамериканський договір про взаємну допомогу, підписаний в Ріо-де-Жанейро 2 вересня 1947, мав у собі чітке визначення агресії. В статті 9 зазначається: «На додаток до інших актів, які Орган консультації може визнати агресією, нею вважатимуться такі дії: а. Неспровокований збройний напад з боку держави по відношенню до території, народу, або сухопутних, морських, повітряних сил іншої держави;
б. Вторгнення, збройними силами держави, на територію американської держави, через незаконний перетин кордону, встановленого відповідно до договору, судового рішення або арбітражного рішення, або, за відсутності кордонів таким чином розмежованих, вторгнення в регіон, який знаходиться під ефективною юрисдикцією іншої держави».

## Подальше обговорення визначення агресії
ООН почала проводити дискусії щодо визначення агресії в 1950 році, після початку війни в Кореї. Оскільки західні уряди на чолі з Вашингтоном, були за визнання уряду Північної Кореї і Китайської Народної Республіки державами — агресорами, Радянський уряд запропонував сформулювати нову резолюцію ООН, щодо визначення агресії на основі конвенції 1933 р. В результаті, 17 листопада 1950 р., Генеральна Асамблея прийняла резолюцію 378, в якій говориться, що це питання має визначатися Комісією міжнародного права. Комісія обговорила це питання на сесії в 1951 році і через великі розбіжності між її членами, вирішила, «що єдиний практично виважений підхід має засновуватися на загальному та абстрактному визначенні (агресії)». Проте, попереднє визначення агресії було прийнято комісією 4 червня 1951, в якому говорилося: «Агресія — це використання сили державою або урядом проти іншої держави або уряду, будь-яким способом, незалежно від зброї, що використовується відкрито чи інакше, за будь-якої причини або в інших цілях, окрім випадків індивідуальної або колективної самооборони або згідно з рішенням, або рекомендацією компетентного органу Організації Об'єднаних Націй». UN Doc. A/CN.4/L.13, in Yearbook of the ILC 1951, vol. 1, p. 116, fn. 1.

## Резолюція Генеральної Асамблеї номер 3314
14 грудня 1974 Генеральна Асамблея Організації Об'єднаних Націй прийняла резолюцію 3314, яка визначила злочин агресії. Це визначення не є обов'язковим, як наприклад в рамках міжнародного права, хоча воно може відображати звичаєве міжнародне право.
Це визначення розмежовує агресію (що «призводить до міжнародної відповідальності») і воєнну агресію (яка є «злочином проти міжнародного миру»). Акти агресії визначаються як збройні вторгнення або напади, обстріли, блокади, території незаконне вторгнення військ, використання іншими державами власної території для вчинення актів агресії та залучення збройних нерегулярних сил або найманців для здійснення актів агресії на території інших країн. Воєнна агресія — це низка дій, вчинених із стійкими намірами. Розмежування, зроблене цим визначенням між актом агресії і воєнною агресією дає зрозуміти, що не кожен акт агресії буде являти собою злочин проти миру, а лише воєнна агресія. Тим не менш, держави будуть нести відповідальність за акти агресії.
Формулювання визначення зазнало критики з боку багатьох коментаторів. Його положення про використання нерегулярних збройних підрозділів надзвичайно розпливчасте, тому що неясно, який рівень «залученості» викличе за собою відповідальність держави. Крім того, це визначення надто орієнтоване на державу в тому, що за ним лише держави несуть основну відповідальність за вчинення актів агресії. Внутрішні або транснаціональні повстанські групи, такі як ті, що взяли участь у громадянській війні в Сьєрра-Леоне і в югославських війнах, були ключовими гравцями цих конфліктів; незважаючи на це, такі недержавні сторони не підпадають під таке визначення.
Визначення агресії також не охоплює дії міжнародних організацій. Два ключових військово-політичних союзи, на момент прийняття ухвали, НАТО і Варшавський договір, були недержавними утвореннями і таким чином були поза межами цього визначення. Крім того, визначення не встановлює відповідальність окремих осіб за акти агресії. Багатьма воно сприймається як занадто загальне, щоб стати основою в конкретній кримінальній справі.
Хоча це визначення агресії часто наводиться супротивниками конфліктів, таких як війни в Косово 1999 р. та Іраку 2003 р., воно не має обов'язкової сили в міжнародному праві. Доктрина Nulla poena sine lege (від лат.: немає покарання без закону) означає, що за відсутності обов'язкового міжнародного права з питання агресії не існує і покарання за вчинення дій, що порушували б це визначення. І тільки нещодавно главам держав були висунуті звинувачення щодо актів, скоєних у воєнний час, — у випадках Слободана Мілошевича в Сербії та Чарльза Тейлора в Ліберії. Тим не менш, обидва були звинувачені у воєнних злочинах, в порушенні законів і звичаїв війни, а не за «злочин проти міжнародного миру», як це передбачено у визначенні агресії.
Визначення не є обов'язковим для Ради Безпеки. Статут Організації Об'єднаних Націй наділяє Генеральну Асамблею можливістю надавати рекомендації Раді Безпеки Організації Об'єднаних Націй, але вона не може диктувати їх Раді. У резолюції, що супроводжує визначення, йдеться, що вони призначені служити рекомендаціями для Ради Безпеки, щоб допомогти їй «у визначенні, відповідно до Статуту, наявності ознак акту агресії». Рада Безпеки може застосовувати або ігнорувати ці рекомендації, як вважає за потрібне. Юристи, що коментують закони, стверджують, що Визначення агресії не мало «ніякого видимого впливу» на обговорення в Раді Безпеки.

## Римський статут Міжнародного кримінального суду
Римський статут Міжнародного кримінального суду визначає злочин агресії, як один з найсерйозніших злочинів, що викликає стурбованість міжнародного співтовариства, і передбачається, що злочин підпадає під юрисдикцію Міжнародного кримінального суду (МКС). Однак стаття 5.2 Римського статуту говорить, що «Суд здійснює юрисдикцію щодо злочину агресії, як тільки буде прийнято відповідно до статей 121 і 123 визначення цього злочину і умови, в яких Суд здійснює юрисдикцію щодо до цього злочину. Таке положення узгоджується з відповідними положеннями Статуту Організації Об'єднаних Націй». Асамблея держав-учасниць МКС прийняла таке визначення на Конференції в Кампалі 2010 року.